# Pudłowiec
Pudłowiec (niem. Paudelwitz) – osada w Polsce położona w województwie pomorskim, w powiecie sztumskim, w gminie Stary Dzierzgoń. Wieś wchodzi w skład sołectwa Lipiec.
W latach 1975–1998 miejscowość administracyjnie należała do województwa elbląskiego.
Wieś wzmiankowana w dokumentach z roku 1563, jako folwark szlachecki na 9 włókach. W roku 1782 we wsi odnotowano 4 domy, natomiast w 1858 w 5 gospodarstwach domowych było 57 mieszkańców. W latach 1937–39 było 97 mieszkańców. 
W roku 1973 jako majątek Pudłowiec należał do powiatu morąskiego, gmina Stary Dzierzgoń, poczta Myślice.

## Zabytki
Według rejestru zabytków NID na listę zabytków wpisany jest park dworski, nr rej.:A-904 z 24.02.1978.
We wsi ruina XIX-wiecznego pałacu w stylu neogotyku angielskiego, który zniszczono podczas działań wojennych w 1945. Przetrwały zabudowania folwarczne z kuźnią z 1912 oraz park z pomnikowymi okazami drzew.

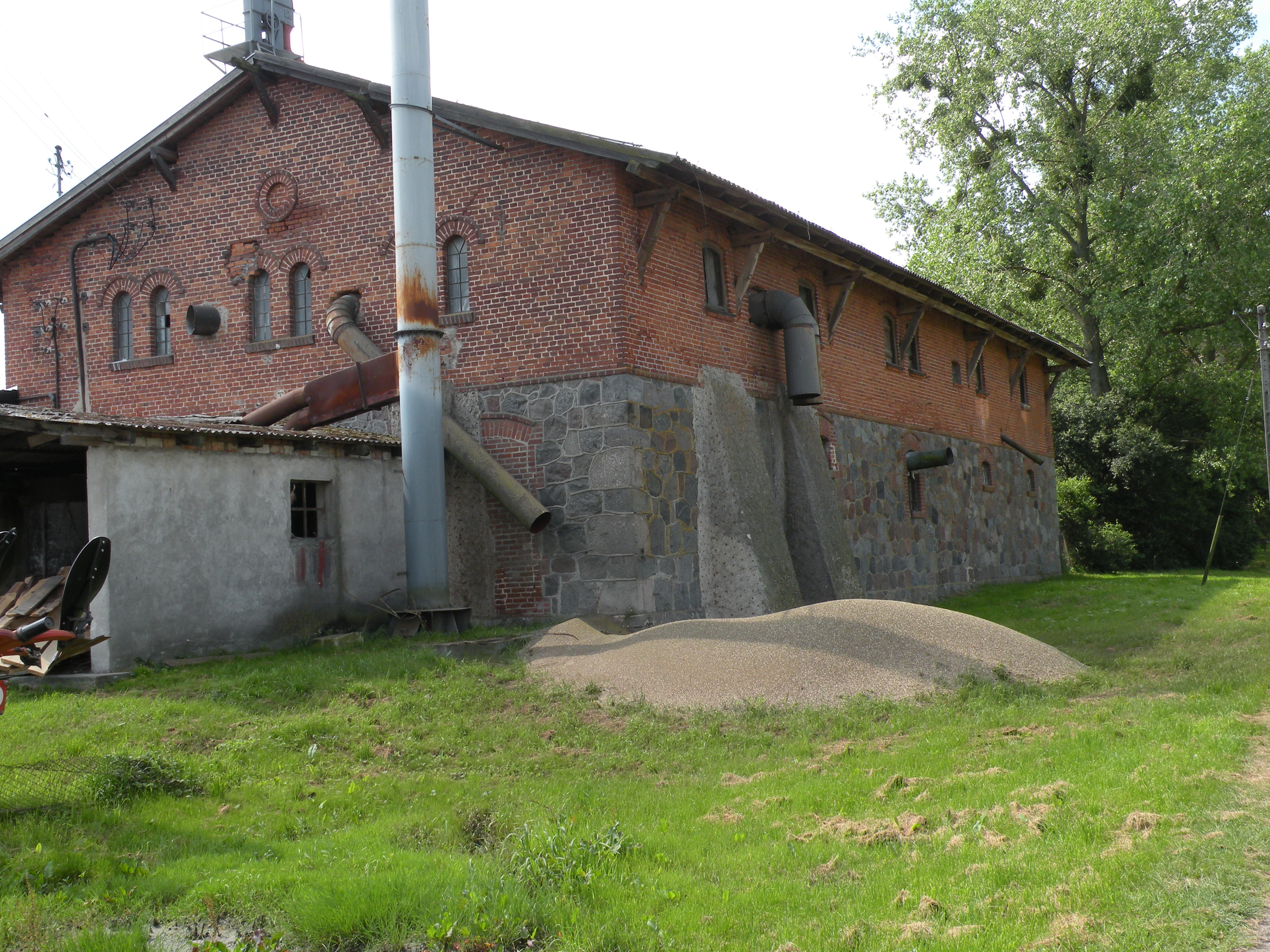
Dawne zabudowania folwarczne